# カスティーリャ＝ラ・マンチャ料理
カスティーリャ＝ラ・マンチャ料理（西: gastronomía de Castilla-La Mancha）は、今日のカスティーリャ・ラ・マンチャ州（スペイン）と知られる地域に根差した食習慣、伝統および料理を示す。この料理は質素な羊飼いの生活を起源とする簡素で単純的な料理であり、『ドン・キホーテ』作中に登場した何種類かの料理を通して世界的に知られている。隣接するアンダルシア料理の地理的影響と、アル＝アンダルス料理の歴史的影響を受けてカスティーリャ・イ・レオン料理と異なるものとなっている。

## 物産

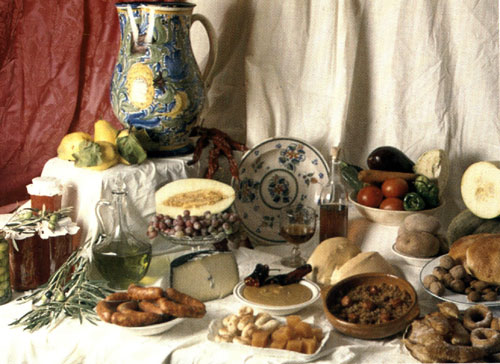
カスティーリャ＝ラ・マンチャの産品

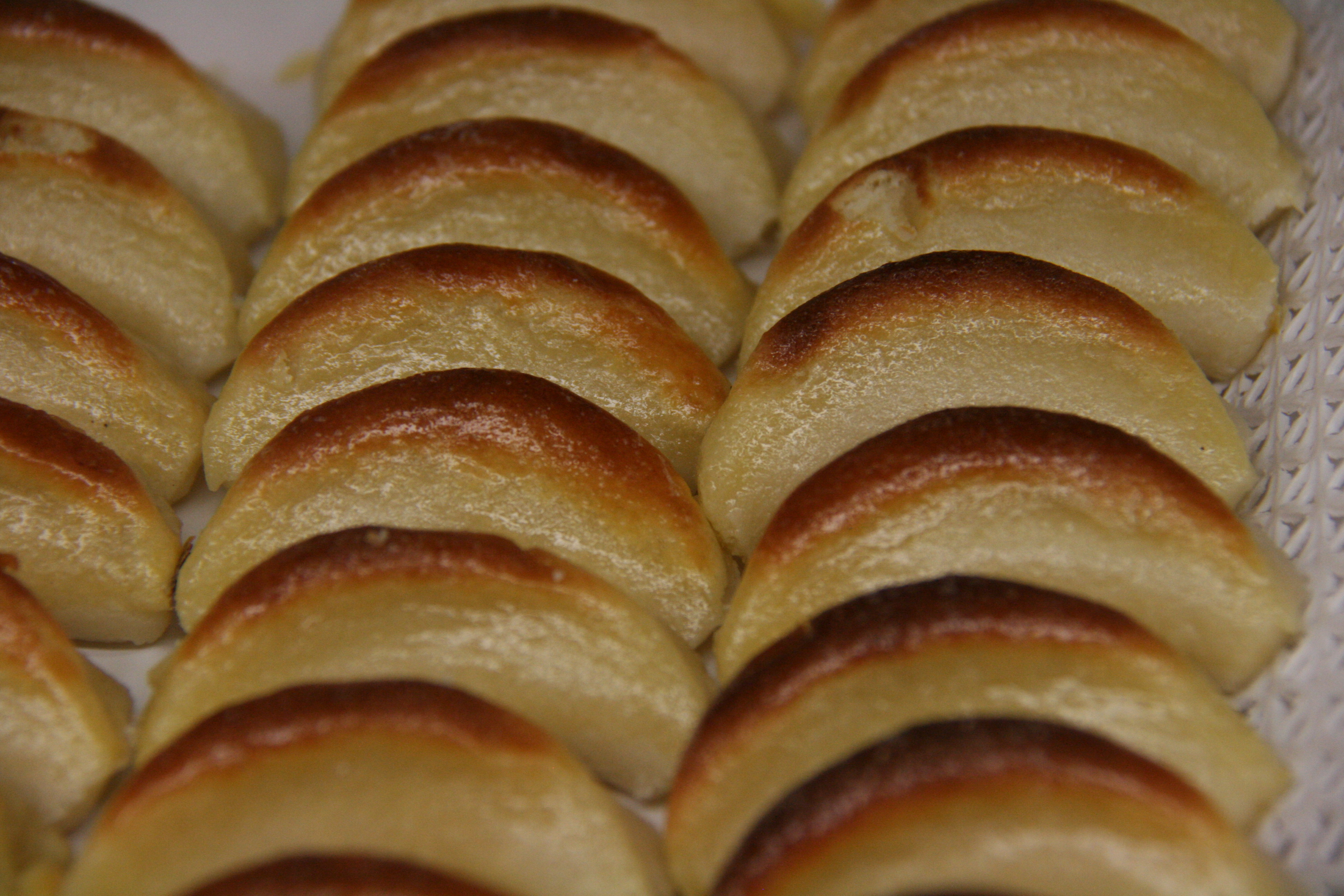
マジパンはトレドの菓子の最も重要な要素である

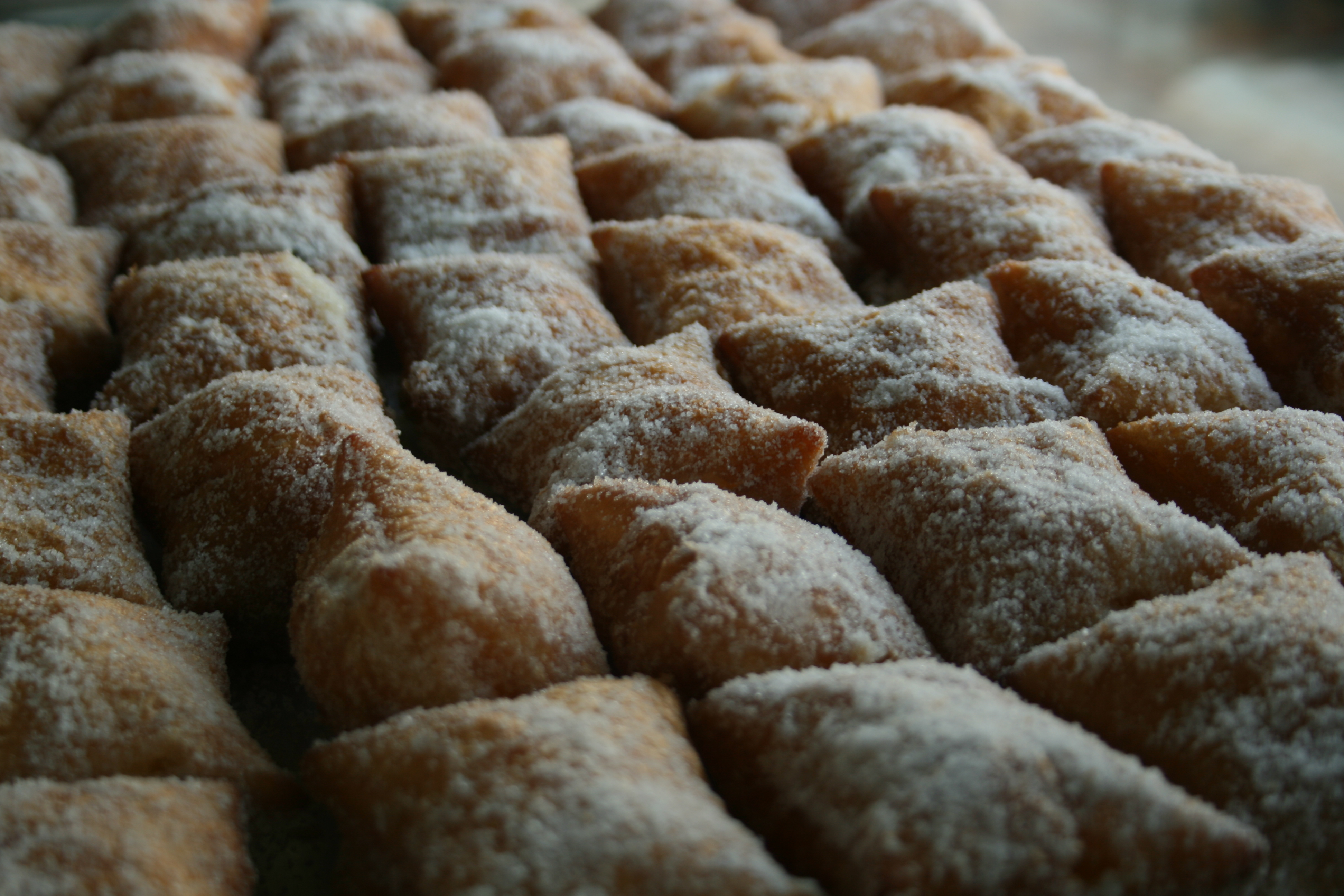
ラ・ローダのミゲリトス

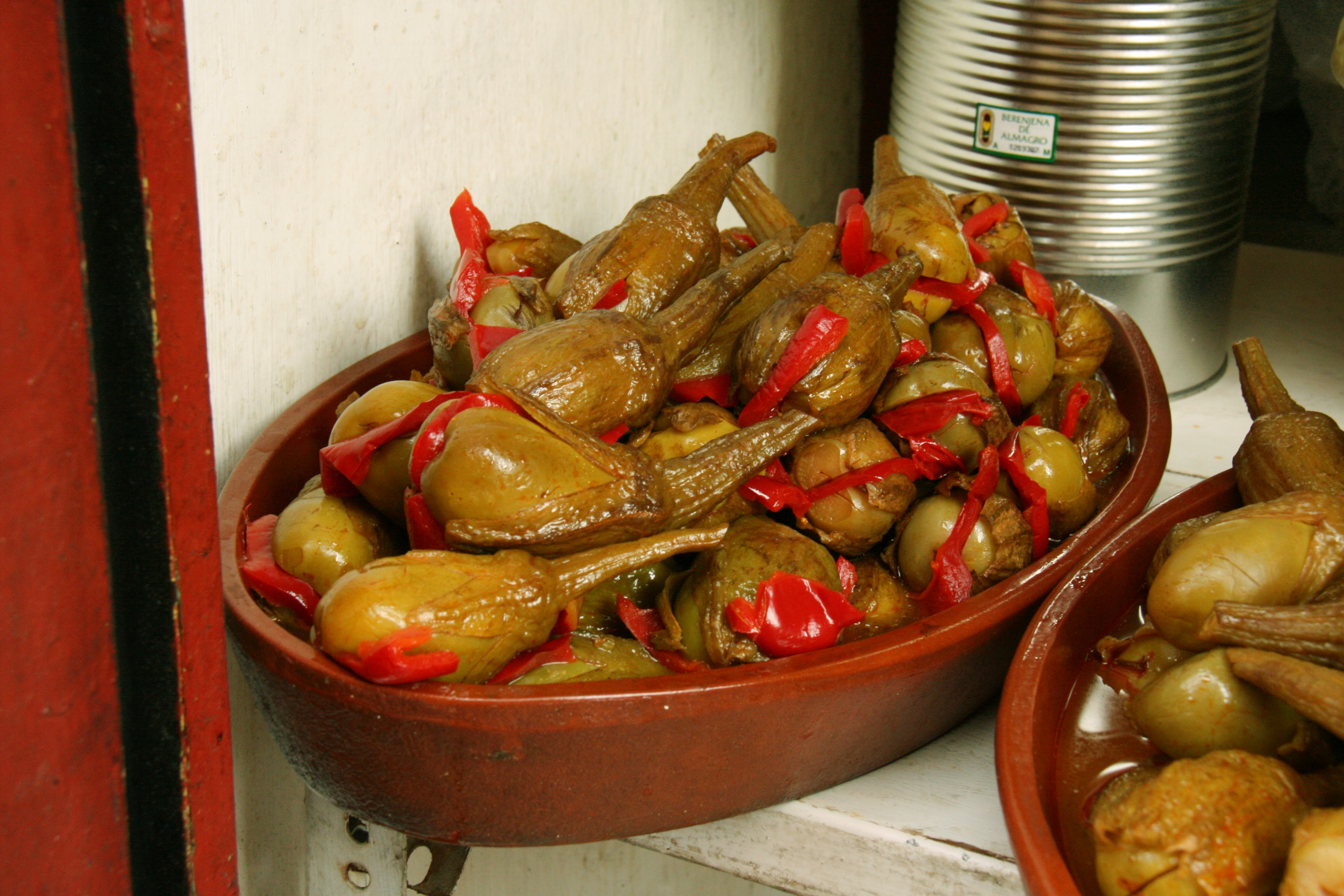
赤ピーマンを挟んでフェンネルを刺してあるベレンヘナス・デ・アルマグロ（アルマグロ茄子の酢漬け）

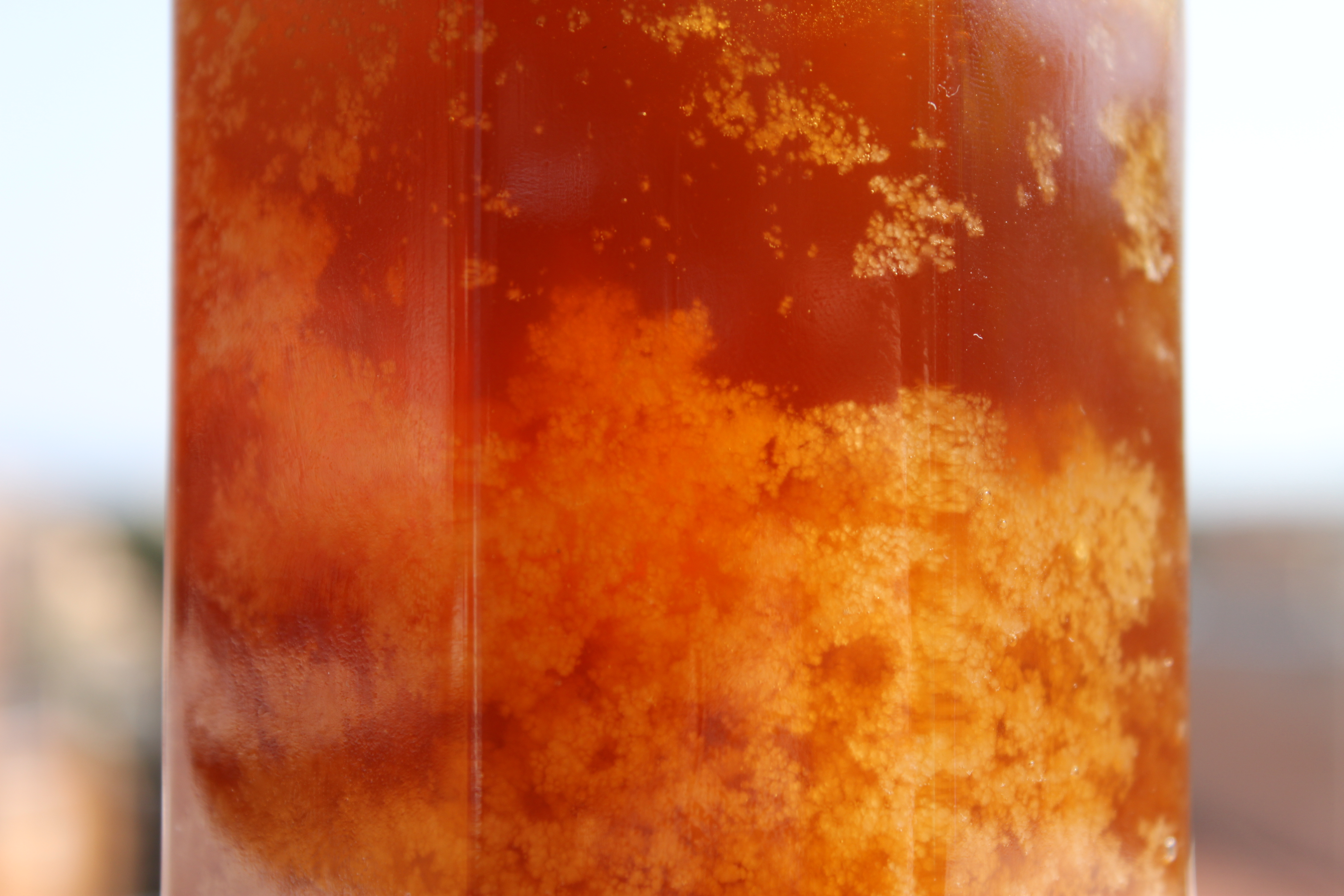
ラ・アルカリアの蜂蜜（典型的な結晶の沈殿）

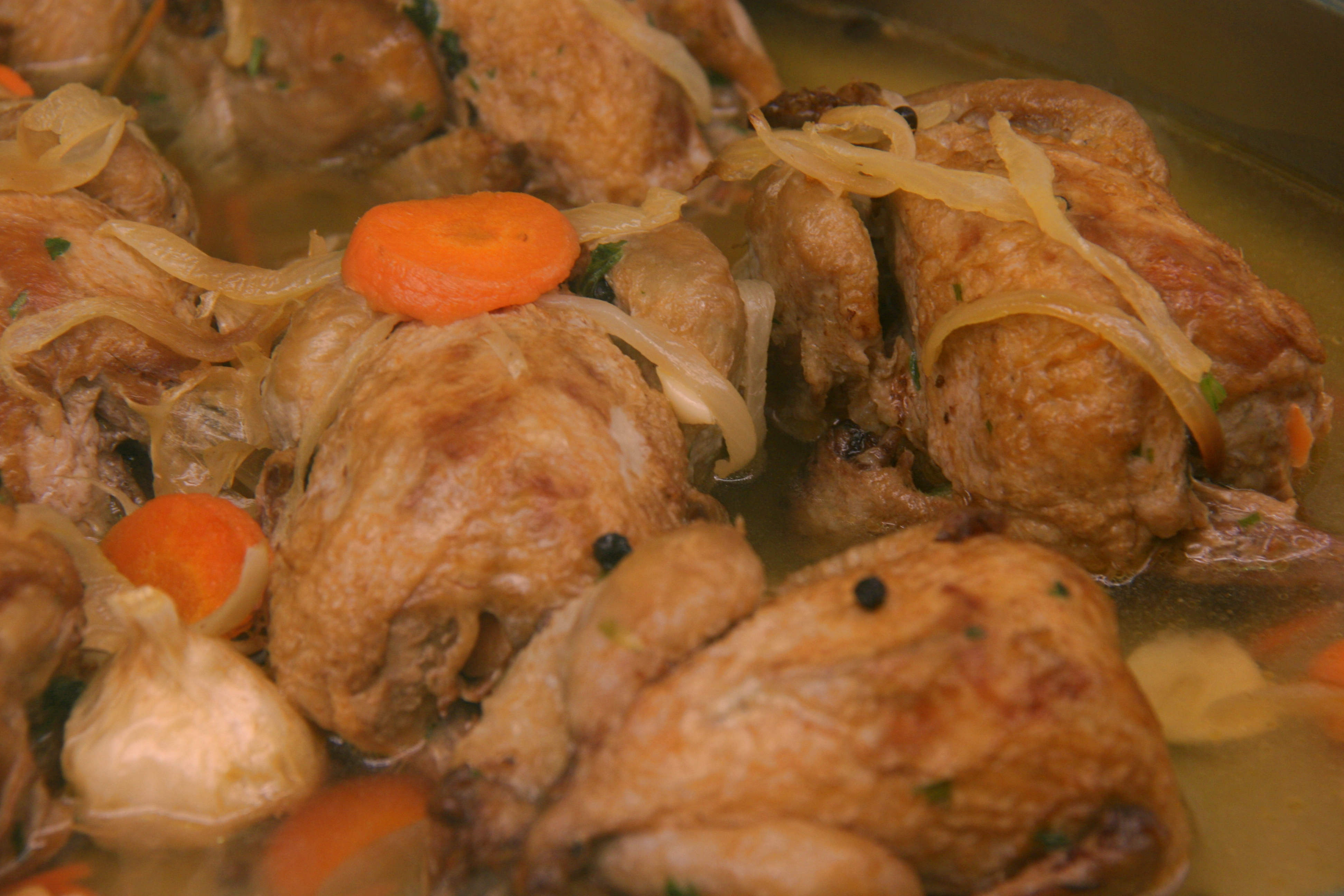
ウズラの酢漬けはこの地域の特産品の一つ

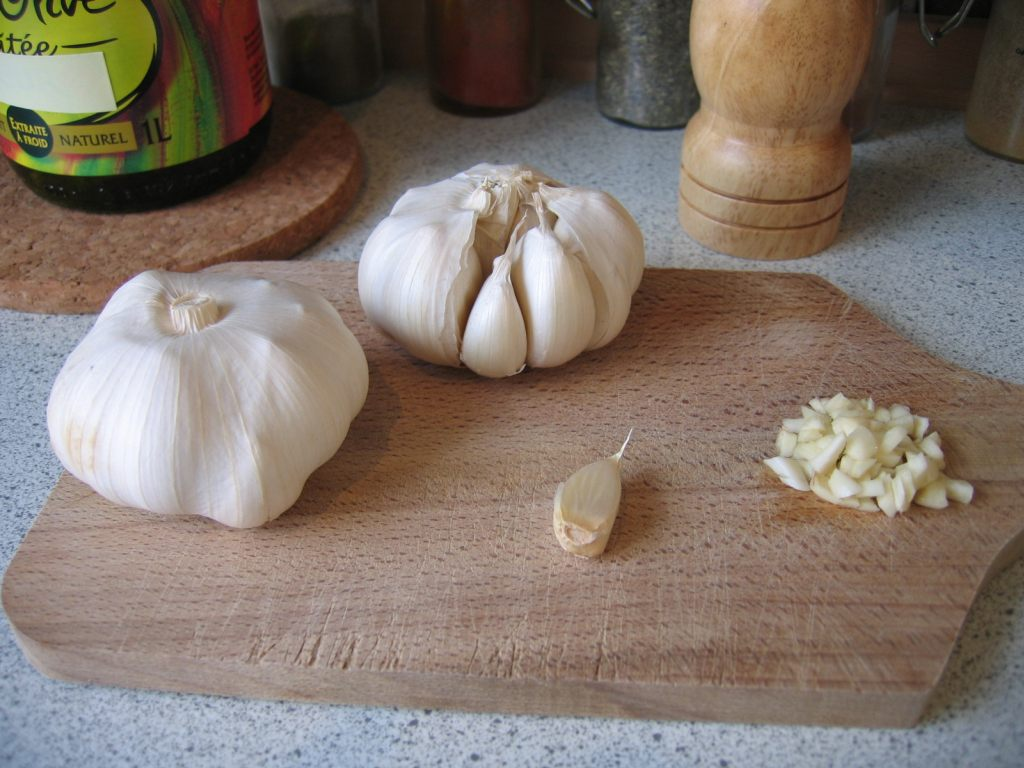
「ニンニクの都」ラス・ペドロニェラスのニンニク

ラ・アルカリアの蜂蜜とラ・マンチャのサフランは古くから有名である。

### 果物と野菜
ピスト・マンチェゴやピピラーナ、ラ・マンチャ風アサディージョなどの代表的な料理にはさまざまな野菜が使われている。野菜としては原産地表示のある商品であるベレンヘナス・デ・アルマグロ（アルマグロ茄子の酢漬け）や、同じく原産地表示があるトレド市で生産されているレカス産タマネギなどが知られている。野菜を使った料理にはアルタトゥノ（ピーマンとパンを煮てから焼いたもの）やミガス・ルレラスなどがある。カスティーリャ＝ラ・マンチャ料理でもっとも典型的な食材はニンニクで、多くの伝統料理に使われている。ニョラを使ったシチューなどもある。

### 肉と魚介
肉料理は豊富で、通常は羊、ヤギ、そして程度は低いが牛を使用する。最も重要な料理としては、カルカムーサ（トレドの代表的な料理）、チャンファリーナ、子羊のロースト、コチフリート、鶏肉のペピトリア、サルピコン、パトゥリーリョ、サラーホなどがある。ジビエ料理としてはウズラの酢漬け、コネーホ・アル・アヒージョ（ウサギのニンニク添え）、モルテルエロ、ウサギの狩り場風、カルデレータ・マンチェガ、トフント（「みんなで」）などがある。
この地域の特性から、魚介はほとんど使われず、最も伝統的なのはマスと塩漬けのタラで、アホ・カレテーロ、アタスカブラ（ニンニク乳鉢）、バカラーオ・アル・アホ・アリエーロ（ラバ追い風タラのニンニク煮）、モヘ・デ・バカラーオ（タラのディップ、ツナ缶入りなどのいくつかのバリエーションがある）などがある。過去にはクエンカ産のカニのレシピもあった。

### チーズ
このチーズはこの地域で非常に一般的な産品であり、年間を通して放牧されている地元の羊（Ovis aries ligeriensis）の乳から作られている。風味が強く、少しスパイシーでやや硬く、見た目は脂っこい。熟成期間に応じていくつかの種類があり、長期保存向けにオリーブ・オイル漬けにしたものもある（ケソ・エン・アセイテ）。現在、このチーズは地理的表示での保護の下で生産されている。

## ワイン
ワインの分野ではD.O.ラ・マンチャのような原産地呼称を持つ、いくつかの重要な生産地がある。そのほかにも、シウダー・レアルのD.O.バルデペーニャス、トレドのD.O.メントリーダ、D.O.マンチュエーラ、アルバセテのD.O.アルマンサおよびD.O.フミーリャ、グアダラハラのD.O.モンデハル、クエンカとトレドのD.O.ウクレスなどがある。また、ピタラワインなどの自家製ワインもある。

## 蜂蜜
この地域には蜂蜜を生産する地域が数多くあり、その中でも世界的に有名なラ・アルカリアの蜂蜜は傑出しており、その優れた品質、風味、食感で有名である。蜂蜜はカスティーリャの多くの伝統的なレシピのベースであり、アンダルシア料理やセファルディ料理でも広く使用されている。

## 特徴
カスティーリャ＝ラ・マンチャの伝統的な料理や、名物料理は調理が非常に簡単であり、材料が10種類を超えることはほとんどなく、どれも手ごろな価格である。カロリーが高いのが特徴で農民や羊飼いに適している。

## 料理
- アサディージョ
- アタスカブラス（ジャガイモとタラのピューレ）（スペイン語版）
- アホ・デ・アリナ（スペイン語版）
- アホ・プリンゲ（スペイン語版）
- アホ・マタエロ（スペイン語版）
- アロス・コン・リエブレ（ウサギ飯）（スペイン語版）
- ウエボス・ア・ラ・ポレータ（スペイン語版）（「脳みそポレータ」、あるいは単に「ポレータ」とも）
- ウズラの酢漬け（スペイン語版）
- カスティーリャ風スープ
- ラ・マンチャ風ガスパッチョ（スペイン語版）
- ガチャス・マンチェガス（お粥）（スペイン語版）
- ガチャス・ドゥルチェス（甘いお粥）（スペイン語版）
- カルカムーサ（スペイン語版）
- カルデレータ・マンチェガ（ラ・マンチャ風シチュー）（スペイン語版）
- コネーホ・アル・アヒージョ（ウサギのニンニク添え）
- ケソ・アチェイテ（油漬けチーズ）（スペイン語版）
- ケソ・アル・ロメロ（ローズマリーチーズ）
- ケソ・フリート（揚げチーズ）
- ケソ・マンチェゴ
- コチフリート（スペイン語版）
- サラーホ（スペイン語版）
- ティスナオ（スペイン語版）
- ドゥエロス・イ・ケブラントス（哀悼と悲嘆）（スペイン語版）
- パタタス・アル・モントン（山盛りのポテト）
- ピスト・マンチェゴ
- ピピラーナ（スペイン語版）
- 瓶入りソーセージ（チョリソ、ばら肉、ロース、ブラッドソーセージャなど）
- 牧童のガーリックポテト
- 羊飼いのミガス
- ラ・マンチャ風ブラッドソーセージ

## 菓子
- アマルギージョ（スペイン語版）
- アラフ（スペイン語版）
- アルメンドラド（スペイン語版）
- アローペ（ぶどうのシロップ）（スペイン語版）
- アロス・コン・レチェ
- エンセイタード
- オフエラ（英語版）
- コパ・インペリアル
- ドルミド・デル・コルプス
- パン・デ・カラトラバ（スペイン語版）
- ビエンメサーベ（スペイン語版）
- ビソーチョ・ボラーチョ（スペイン語版）
- ブニュエロ
- フリティーリャス
- ペスティーニョ（スペイン語版）
- フロール・フリータ（スペイン語版）
- マジパン（マサパン・デ・トレド（スペイン語版））
- ミゲリトス（スペイン語版）

## 関連資料
- 『ドン・キホーテの食卓』La cocina del Quijote
- Costumbres y cocina manchega